# Patriarche latin d'Alexandrie
Le patriarcat latin d'Alexandrie ou patriarcat d'Alexandrie des Latins (en latin : patriarchatus Alexandrinus Latinorum ; en italien : patriarcato di Alessandria dei Latini) est un ancien siège titulaire de l'Église catholique créé en 1341 et supprimé en 1964.

## Cathédrale
La basilique majeure Saint-Paul-hors-les-Murs de Rome fut le siège du patriarcat latin d'Alexandrie